# Alaşehir

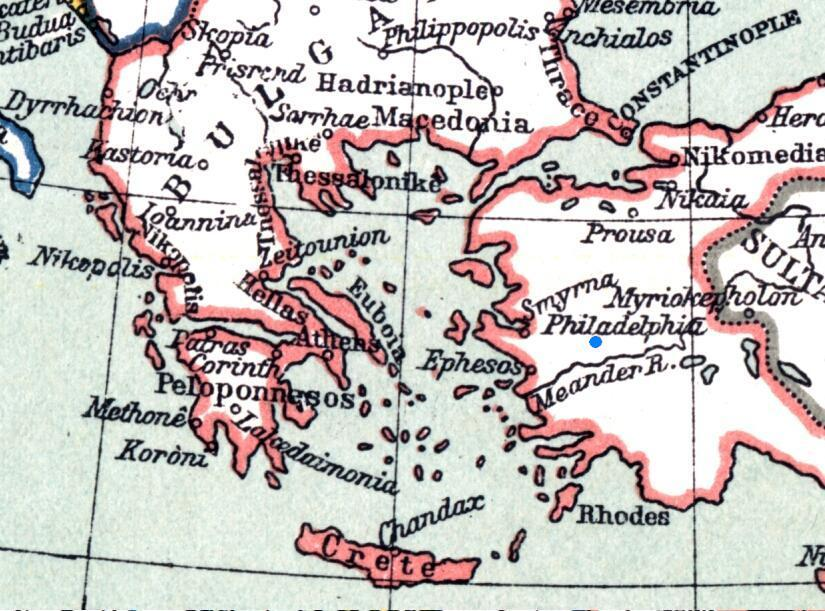
Filadelfia na mapie przedstawiającej basen Morza Egejskiego w XII w.

Alaşehir (gr. Φιλαδέλφεια, łac. Philadelphia), hist. Filadelfia – antyczne miasto położone w krainie i prowincji Lidia, u stóp góry Tmolos.

## Filadelfia antyczna
Miasto założył w 189 roku p.n.e. Eumenes II król Pergamonu. Nazwa miasta pochodzi od imienia królewskiego brata i następcy – Attalosa II, którego lojalność wobec Eumenesa przyczyniła się do nadania mu przydomka Filadelfos (Philadelphos) co po grecku znaczy "Ten, który kocha swojego brata".
W roku 133 p.n.e. zmarł bezpotomnie ostatni przedstawiciel pergameńskiej dynastii Attalidów – Attalos III. Przed śmiercią zapisał on swoje królestwo Rzymianom, którzy połączyli je z Jonią tworząc nową prowincję o nazwie Azja, znaną także jako Frygia.
Po dokonaniu podziału cesarstwa rzymskiego miasto znalazło się w granicach jego wschodniej części, określanej w późniejszym okresie jako Cesarstwo Bizantyjskie.

## Filadelfia średniowieczna
Aż do drugiej połowy XI wieku miasto znajdowało się nieprzerwanie w rękach bizantyjskich. Zamieszkiwali je prawie wyłącznie Grecy. Filadelfia była też siedzibą biskupstwa (obecnie biskupstwo tytularne kościoła katolickiego). Z Filadelfii wywodzi się cesarski ród Angelosów.
W latach siedemdziesiątych XI wieku miasto, wraz z większością azjatyckich prowincji cesarstwa, przejściowo zajęli Seldżucy. Odzyskano je już w 1097, dzięki sukcesom I krucjaty.
W pierwszych latach panowania cesarza Izaaka II Angelosa w mieście wybuchło powstanie pod wodzą Teodora Mankafasa. Zdołano je jednak szybko stłumić.
Po zajęciu Konstantynopola w 1204 przez uczestników IV krucjaty Filadelfia weszła w skład Cesarstwa Nicejskiego.
W XIV w. miasto było wielokrotnie oblegane przez Turków. W 1304 przed upadkiem uchronił je Roger de Flor na czele Kompanii Katalońskiej. Filadelfia była ponownie oblegana w 1307 i 1324. Pod koniec XIV wieku stała się ostatnim bastionem bizantyńskim w zachodniej Anatolii.
Miasto upadło w 1391 r., kiedy zajął je sułtan Bajazyd I. W oblężeniu musiał uczestniczyć syn cesarza Jana V Paleologa – Manuel II Paleolog, przebywający w obozie tureckim jako zakładnik.

## Filadelfia/Alaşehir w państwie osmańskim
Przez cały okres imperium osmańskiego w mieście mieszkała znacząca społeczność grecka. Miasto znalazło się przejściowo pod kontrolą tych ostatnich w trakcie wojny grecko-tureckiej w latach 20. XX wieku. Wojska greckie zajęły je w trakcie letniej ofensywy w 1920 r. Filadelfia została ponownie zajęta przez Turków w wyniku tzw. "wielkiej ofensywy" w 1922 roku.
Na skutek przegranej wojny, grecka ludność miasta została, w 1923 roku, zmuszona do opuszczenia Filadelfii w wyniku przeprowadzonej wymiany ludności pomiędzy Grecją i Turcją. Mieszkańcy miasta założyli, w okolicach Aten, Nową Filadelfię.

## Alaşehir obecnie
Obecnie miasto nosi nazwę Alaşehir i leży w tureckiej prowincji Manisa.
W roku 2000 miasto zamieszkiwało 39 590 osób.